# Seznam nositelů Řádu Ušakova
Řád Ušakova byl zřízen 3. března 1944. Prvními vyznamenanými byli velitel ponorkové brigády Černomořského loďstva viceadmirál Pavel Ivanovič Boltunov a velitel letectva Černomořského loďstva generálporučík Vasilij Vasiljevič Jermačenkov ze dne 16. května 1944. Odznak s pořadovým číslem 1 však obdržel velitel Baltského loďstva viceadmirál Vladimir Filippovič Tribuc dne 22. červenec 1944, spolu s ním byli dekorováni lidový komisař námořnictva admirál Kuzněcov, jeho zástupce admirál Isakov a velitel Černomořského loďstva viceadmirál Okťabrskij. Řád 1. třídy obdrželo 26 osob, z čehož 11 lidí ho získalo dvakrát, 1. třída byla tedy udělena v počtu 47 kusů. Všichni vyznamenaní sloužili v Rudé armádě, výjimkou byl britský admirál Bertram Ramsay.

## Osoby

### 1. třída
| №     | Jméno                             | Datum udělení                     | Hodnost                                           | Poznámky |
| ----- | --------------------------------- | --------------------------------- | ------------------------------------------------- | --- |
| 1 24  | Vladimir Filippovič Tribuc        | 22. července 1944 28. června 1945 | admirál                                           | Dvojnásobný držitel. Velitel Baltského loďstva.                                                                 |
| 2 38  | Michail Ivanovič Samochin         | 19. srpna 1944 28. června 1945    | generálporučík letectva generálplukovník letectva | Dvojnásobný držitel. Velitel letectva Baltského loďstva.                                                        |
| 3     | Nikolaj Ignaťjevič Vinogradov     | 24. května 1945                   | viceadmirál                                       | Velitel Jihozápadního mořského obranného prostoru Baltského loďstva.                                            |
| 4 49  | Filipp Sergejevič Okťabrskij      | 22. července 1944 28. června 1945 | admirál                                           | Dvojnásobný držitel. Velitel Černomořského loďstva.                                                             |
| 5 17  | Nikolaj Gerasimovič Kuzněcov      | 22. července 1944 28. června 1945 | admirál loďstva                                   | Dvojnásobný držitel. Lidový komisař válečného námořnictva.                                                      |
| 6 16  | Ivan Stěpanovič Isakov            | 22. července 1944 28. června 1945 | admirál loďstva                                   | Dvojnásobný držitel. První zástupce lidového komisaře válečného námořnictva.                                    |
| 7 46  | Semjon Fjodorovič Žavoronkov      | 19. srpna 1944 28. června 1945    | generálplukovník letectva maršál letectva         | Dvojnásobný držitel. Velitel vojenského letectva válečného námořnictva.                                         |
| 8     | Bertram Ramsay                    | 4. října 1944                     | admirál                                           | Britský admirál. Velitel námořnictva spojeneckých expedičních sil v Evropě.                                     |
| 9     | Ivan Vasiljevič Rogov             | 28. června 1945                   | generálplukovník pobřežní služby                  | Zástupce lidového komisaře válečného námořnictva a náčelník Hlavní politické správy válečného námořnictva.      |
| 11    | Vladimir Antonovič Alafuzov       | 8. listopadu 1944                 | admirál                                           | Prozatímní náčelník Hlavního námořního štábu válečného námořnictva.                                             |
| 12 18 | Lev Michajlovič Galler            | 25. září 1944 28. června 1945     | admirál                                           | Dvojnásobný držitel. Zástupce lidového komisaře válečného námořnictva pro výstavbu lodí a výzbroj.              |
| 13 34 | Gorděj Ivanovič Levčenko          | 25. září 1944 28. června 1945     | viceadmirál/admirál admirál                       | Dvojnásobný držitel. Zástupce lidového komisaře válečného námořnictva.                                          |
| 14 35 | Vasilij Vasiljevič Jermačenkov    | 16. května 1944 28. června 1945   | generálporučík letectva generálplukovník letectva | Dvojnásobný držitel. Spolu s Boltunovem první držitel vyznamenání. Velitel letectva Černomořského loďstva.      |
| 15    | Pavel Sergejevič Abaňkin          | 28. června 1945                   | viceadmirál                                       | Zástupce lidového komisaře válečného námořnictva pro kádry.                                                     |
| 25 30 | Arsenij Grigorjevič Golovko       | 25. září 1944 28. června 1945     | admirál                                           | Dvojnásobný držitel. Velitel Severního loďstva.                                                                 |
| 26 28 | Grigorij Nikitič Cholosťakov      | 20. dubna 1945 28. června 1945    | kontradmirál viceadmirál                          | Dvojnásobný držitel. Velitel Dunajské flotily.                                                                  |
| 27    | Vissarion Vissarionovič Grigorjev | 28. června 1945                   | kontradmirál                                      | Velitel Dněperské flotily.                                                                                      |
| 32    | Stěpan Grigorjevič Kučerov        | 28. června 1945                   | viceadmirál                                       | Náčelník Hlavního námořního štábu válečného námořnictva.                                                        |
| 33    | Sergej Iljič Vorobjov             | 28. června 1945                   | generálplukovník pobřežní služby                  | Zástupce lidového komisaře válečného námořnictva a náčelník Hlavní správy týlu válečného námořnictva.           |
| 36    | Sergej Georgijevič Gorškov        | 28. června 1945                   | viceadmirál                                       | Velitel eskadry Černomořského loďstva. Také držitel 2. třídy (16. května 1944).                                 |
| 37    | Pavel Ivanovič Boltunov           | 16. května 1944                   | kontradmirál                                      | Náčelník oddělení podvodní plavby štábu Černomořského loďstva. Spolu s Jermačenkovem první držitel vyznamenání. |
| 41    | Alexandr Sergejevič Frolov        | 14. září 1945                     | viceadmirál                                       | Náčelník štábu Tichooceánského loďstva.                                                                         |
| 43    | Semjon Jegorovič Zacharov         | 14. září 1945                     | generálporučík pobřežní služby.                   | Člen vojenské rady Tichooceánského loďstva.                                                                     |
| 45    | Nikolaj Michajlovič Charlamov     | 28. června 1945                   | viceadmirál                                       | Náčelník operativní správy a zástupce náčelníka Hlavního námořního štábu válečného námořnictva.                 |
| 48    | Vladimir Alexandrovič Andrejev    | 14. září 1945                     | viceadmirál                                       | Velitel Severotichooceánské flotily.                                                                            |
| 51    | Pjotr Nikolajevič Lemeško         | 14. září 1945                     | generálporučík letectva                           | Velitel letectva Tichooceánského loďstva.                                                                       |

### 2. třída
Druhá třída byla také udělena 13 armádním jednotkám. Mezi nimi byl např. 9. stíhací letecký pluk, který obdržel řád dne 20. dubna 1945.
| №   | Jméno                              | Datum udělení           | Hodnost           | Poznámky                                                          |
| --- | ---------------------------------- | ----------------------- | ----------------- | ----------------------------------------------------------------- |
| 1   | Jurij Fjodorovič Rall              | červenec 1944           | viceadmirál       | Velitel Kronštadtské obranné oblasti.                             |
| 2   | Viktor Sergejevič Čerokov          | červenec 1944           | kontradmirál      |                                                                   |
| 3   | Sergej Alexandrovič Osipov         | 1944                    |                   |                                                                   |
| 4   | Grigorij Grigorjevič Olejnik       |                         |                   |                                                                   |
| 5   | Ivan Trifonovič Zubenko            |                         |                   |                                                                   |
| 6   | Abram Grigorjevič Sverdlov         |                         |                   |                                                                   |
| 7   | Boris Petrovič Uščev               |                         |                   |                                                                   |
| 8   | Vasilij Markovič Žilcov            |                         |                   |                                                                   |
| 9   | Jevgenij Vladimirovič Guskov       |                         |                   |                                                                   |
| 10  | Nikolaj Iosifovič Meščerskij       |                         |                   |                                                                   |
| 11  | Ivan Sergejevič Ivanov             | 1944                    |                   |                                                                   |
| 12  | Vladimir Polikarpovič Gumaněnko    | 26. června 1944         | kapitán-poručík   |                                                                   |
| 13  | Alexandr Petrovič Krjučkov         |                         |                   |                                                                   |
| 14  | Michail Adolfovič Beluš            | 26. června 1944         | kapitán 2. stupně |                                                                   |
| 15  | Michail Vasiljevič Kapralov        |                         |                   |                                                                   |
| 16  | Ivan Stěpanovič Ljubimov           |                         |                   |                                                                   |
| 17  | Nikolaj Alexejevič Musatov         |                         |                   |                                                                   |
| 18  | Leon Vasiljevič Antonov            |                         |                   |                                                                   |
| 19  | Viktor Trofimovič Procenko         |                         |                   |                                                                   |
| 20  | Ivan Pjotrovič Šengur              |                         |                   |                                                                   |
| 21  | Vladimir Jeliferovič Moskaljuk     |                         |                   |                                                                   |
| 22  | Adolf Maximovič Patněr             |                         |                   |                                                                   |
| 23  | Ivan Jegorovič Korzunov            |                         |                   |                                                                   |
| 24  | Vasilij Ivanovič Platonov          | 22. července 1944       | admirál (?)       |                                                                   |
| 25  | Alexandr Vasiljevič Kuzmin         |                         |                   |                                                                   |
| 27  | Děmjan Vasiljevič Osyka            |                         |                   |                                                                   |
| 28  | Vasilij Fjodorovič Kotov           | 10. dubna 1944          | kapitán 2. stupně |                                                                   |
| 29  | Ivan Alexandrovič Kolyškin         | 10. dubna 1944          | kapitán 1. stupně | Velitel ponorkové brigády Severního loďstva.                      |
| 30  | Bašir Gidovič Chamdochov           |                         |                   |                                                                   |
| 31  | Pavel Ivanovič Kolčin              |                         |                   |                                                                   |
| 32  | Viktor Iustinovič Smirnov          |                         |                   |                                                                   |
| 33  | Viktor Pavlovič Kanarjov           |                         |                   |                                                                   |
| 34  | Georgij Danilovič Ďjačenko         |                         |                   |                                                                   |
| 35  | Nikolaj Jefremovič Basistyj        | 22. července 1944       | admirál (?)       |                                                                   |
| 36  | Jevgenij Pjotrovič Poljakov        |                         |                   |                                                                   |
| 37  | Solomon Grigorjevič Flejšer        |                         |                   |                                                                   |
| 38  | Alexej Stěpanovič Ždanov           |                         |                   |                                                                   |
| 39  | Jevgenij Nikolajevič Žukov         |                         |                   |                                                                   |
| 40  | Vasilij Nikolajevič Jerošenko      |                         |                   |                                                                   |
| 41  | Michail Fjodorovič Romanov         |                         |                   |                                                                   |
| 42  | Andrej Grigorjevič Vasiljev        |                         |                   |                                                                   |
| 43  | Andrej Michajlovič Filippov        |                         |                   |                                                                   |
| 44  | Vasilij Maximovič Narykov          |                         |                   |                                                                   |
| 45  | Oskar Solomonovič Žukovskij        |                         |                   |                                                                   |
| 46  | Jurij Pjotrovič Kovel              |                         |                   |                                                                   |
| 47  | Tichon Andrejevič Novikov          |                         |                   |                                                                   |
| 48  | Valentin Georgijevič Starikov      |                         |                   |                                                                   |
| 49  | Nikolaj Dmitrijevič Novikov        |                         |                   |                                                                   |
| 50  | Nikolaj Vasiljevič Suchodolskij    |                         |                   |                                                                   |
| 51  | Boris Andrejevič Alexejev          | 1945                    |                   |                                                                   |
| 52  | Michail Georgijevič Solovjev       |                         |                   |                                                                   |
| 53  | Konstantin Illarionovič Děrevjanko |                         |                   |                                                                   |
| 54  | Vasilij Ivanovič Matvejev          |                         |                   |                                                                   |
| 55  | Pavel Ivanovič Paramoškin          |                         |                   |                                                                   |
| 56  | Roman Romanovič Guz                |                         |                   |                                                                   |
| 131 | Vitalij Alexejevič Fokin           |                         |                   |                                                                   |
| 132 | Georgij Alexandrovič Rigerman      |                         |                   |                                                                   |
| 133 | Georgij Semjonovič Ivanov          |                         |                   |                                                                   |
| 134 | Vjačeslav Pjotrovič Karpunin       |                         |                   |                                                                   |
| 135 | Alexej Nikiforovič Klimov          |                         |                   |                                                                   |
| 136 | Sergej Arseňjevič Guljajev         |                         |                   |                                                                   |
| 137 | Alexandr Nikolajevič Sinicin       |                         |                   |                                                                   |
| 138 | Jevgenij Vasiljevič Petrenko       |                         |                   |                                                                   |
| 139 | Alexej Jakovlevič Diževskij        |                         |                   |                                                                   |
| 140 | Anatolij Vladimirovič Žaťkov       |                         |                   |                                                                   |
| 141 | Semjon Kirillovič Litvinov         |                         |                   |                                                                   |
| 142 | Vladimir Vasiljevič Pirogov        | 10. dubna 1944          |                   |                                                                   |
| 143 | Afanasij Ivanovič Fokin            |                         |                   |                                                                   |
| 144 | Nikolaj Stěpanovič Žitinskij       |                         |                   |                                                                   |
| 145 | Nikolaj Pjotrovič Zarembo          |                         |                   |                                                                   |
| 146 | Anton Iosifovič Gurin              | 1944                    |                   |                                                                   |
| 148 | Georgij Pjotrovič Gubanov          |                         |                   |                                                                   |
| 150 | Jermil Michajlovič Krašeninnikov   |                         |                   |                                                                   |
| 151 | Vasilij Ivanovič Babernov          |                         |                   |                                                                   |
| 152 | Pjotr Nikolajevič Šulin            |                         |                   |                                                                   |
| 159 | Nikolaj Nikolajevič Suvorov        |                         |                   |                                                                   |
| 160 | Pjotr Pavlovič Michajlov           |                         |                   |                                                                   |
| 161 | Ivan Andrejevič Ševčuk             |                         |                   |                                                                   |
| 162 | Alexandr Michajlovič Rumjancev     |                         |                   |                                                                   |
| 163 | Alexandr Dmitrijevič Vinogradov    |                         |                   |                                                                   |
| 164 | Michail Nikolajevič Mol            |                         |                   |                                                                   |
| 181 | Viktor Platonovič Bogolepov        |                         |                   |                                                                   |
| 182 | Nikolaj Eduardovič Feldman         |                         |                   |                                                                   |
| 183 | Andrej Ivanovič Barskij            |                         |                   |                                                                   |
| 184 | Stěpan Vasiljevič Popov            |                         |                   |                                                                   |
| 185 | Boris Pjotrovič Frul               |                         |                   |                                                                   |
| 186 | Sergej Alexandrovič Gluškov        |                         |                   |                                                                   |
| 187 | Pavel Ivanovič Pavlov              |                         |                   |                                                                   |
| 188 | Viktor Ivanovič Tichonov           |                         |                   |                                                                   |
| 189 | Nikolaj Ivanovič Gladyšev          | 26. června 1944         | kapitán 3. stupně |                                                                   |
| 190 | Michail Grigorjevič Čebykin        |                         |                   |                                                                   |
| 191 | Vasilij Iljič Troněnko             |                         |                   |                                                                   |
| 192 | Dmitrij Klemenťjevič Jaroševič     |                         |                   |                                                                   |
| 193 | Alexandr Jevstafjevič Orjol        |                         |                   |                                                                   |
| 194 | Georgij Alexejevič Romanov         |                         |                   |                                                                   |
| 195 | Pavel Pjotrovič Vetčinkin          |                         |                   |                                                                   |
| 196 | Pavel Ivanovič Bočakov             |                         |                   |                                                                   |
| 197 | Vladimir Alexandrovič Drozdov      |                         |                   |                                                                   |
| 198 | Grigorij Alexejevič Goldberg       |                         |                   |                                                                   |
| 199 | Alexej Michajlovič Matijasevič     |                         |                   |                                                                   |
| 200 | Michail Jefremovič Litvin          |                         |                   |                                                                   |
| 201 | Alexej Ivanovič Afanasjev          | (před?) 19. březen 1945 |                   |                                                                   |
| 202 | Sergej Nikolajevič Bortnik         |                         |                   |                                                                   |
| 203 | Georgij Pavlovič Timčenko          |                         |                   |                                                                   |
| 204 | Alexandr Ivanovič Potužnyj         |                         |                   |                                                                   |
| 205 | Vladimir Stěpanovič Koreškov       |                         |                   |                                                                   |
| 206 | Emmanuil Ivanovič Lazo             |                         |                   |                                                                   |
| 207 | Lev Andrejevič Kurnikov            |                         |                   |                                                                   |
| 208 | Sergej Sergejevič Mogilevskij      |                         |                   |                                                                   |
| 209 | Ivan Vasiljevič Travkin            |                         |                   |                                                                   |
| 210 | Anatolij Nikolajevič Petrov        |                         |                   |                                                                   |
| 211 | Avtandil Davidovič Džaparidze      |                         |                   |                                                                   |
| 212 | Dmitrij Vladimirovič Solncev       |                         |                   |                                                                   |
| 213 | Stanislav Appolinarjevič Pujkevič  |                         |                   |                                                                   |
| 214 | Venedikt Vladimirovič Tunguskov    |                         |                   |                                                                   |
| 215 | Dmitrij Ivanovič Manžosov          |                         |                   |                                                                   |
| 216 | Ivan Georgijevič Maximenkov        |                         |                   |                                                                   |
| 217 | Michail Alexejevič Kuročkin        |                         |                   |                                                                   |
| 218 | Samuil Nachmanovič Bogorad         |                         |                   |                                                                   |
| 219 | Vasilij Pjotrovič Kuzmin           |                         |                   |                                                                   |
| 220 | Ivan Feofanovič Orlenko            |                         |                   |                                                                   |
| 221 | Jevgenij Vjačeslavovič Oseckij     |                         |                   |                                                                   |
| 222 | Stanislav Ivanovič Kvedlo          |                         |                   |                                                                   |
| 223 | Michail Fjodorovič Krochin         |                         |                   |                                                                   |
| 224 | Jevgenij Georgijevič Šulakov       |                         |                   |                                                                   |
| 225 | Michail Stěpanovič Kalinin         |                         |                   |                                                                   |
| 226 | Lev Alexandrovič Loškarev          |                         |                   |                                                                   |
| 227 | Alexandr Andrejevič Gluchov        | 20. dubna 1944          | kapitán-poručík   |                                                                   |
| 228 | Ivan Ivanovič Borzov               |                         |                   |                                                                   |
| 229 | Vladimir Konstantinovič Konovalov  | (před?) 13. březen 1945 |                   |                                                                   |
| 231 | Alexej Vasiljevič Arefjev          |                         |                   |                                                                   |
| 232 | Alexej Gavrilovič Jegorov          |                         |                   |                                                                   |
| 233 | Sergej Georgijevič Gorškov         | 16. května 1944         | kontradmirál      | Velitel Azovské flotily. Také držitel 1. třídy (28. června 1945). |
| 234 | Konstantin Dmitrijevič Děnisov     |                         |                   |                                                                   |
| 237 | Sergej Borisovič Verchovskij       |                         |                   |                                                                   |
| 238 | Vladimir Michajlovič Gengross      |                         |                   |                                                                   |
| 239 | Pantělejmon Alexandrovič Melnikov  |                         |                   |                                                                   |
| 240 | Nikolaj Alexandrovič Lunin         |                         |                   |                                                                   |
| 241 | Pavel Ivanovič Děržavin            |                         |                   |                                                                   |
| 242 | Vissarion Vissarionovič Grigorjev  |                         |                   |                                                                   |
| 243 | Pjotr Vasiljevič Bojarčenko        |                         |                   |                                                                   |
| 244 | Vladimir Ivanovič Sjomin           |                         |                   |                                                                   |
| 246 | Alexej Alexejevič Matuškin         |                         |                   |                                                                   |
| 247 | Anatolij Vasiljevič Zagrebin       |                         |                   |                                                                   |
| 248 | Grigorij Nikolajevič Ochrimenko    |                         |                   |                                                                   |
| 249 | Alexandr Fjodorovič Aržavkin       |                         |                   |                                                                   |
| 250 | Nikolaj Michajlovič Kidalinskij    |                         |                   |                                                                   |
| 251 | Grigorij Jefimovič Pillipovskij    |                         |                   |                                                                   |
| 252 | Alexej Vasiljevič Alexandrov       |                         |                   |                                                                   |
| 253 | Valentin Lukič Bogděnko            |                         |                   |                                                                   |
| 254 | Ivan Dmitrijevič Jelisejev         |                         |                   |                                                                   |
| 255 | Alexandr Michajlovič Šuginin       |                         |                   |                                                                   |
| 256 | Sergej Dmitrijevič Solouchin       |                         |                   |                                                                   |
| 257 | Ivan Fjodorovič Sizov              |                         |                   |                                                                   |
| 258 | Alexej Jefimovič Mazurenko         |                         |                   |                                                                   |
| 259 | Ivan Fjodorovič Suslin             |                         |                   |                                                                   |
| 260 | Sergej Sergejevič Beljajev         |                         |                   |                                                                   |
| 261 | Alexandr Alexejevič Mironěnko      |                         |                   |                                                                   |
| 262 | Konstantin Stěpanovič Usenko       |                         |                   |                                                                   |
| 263 | Pjotr Antonovič Treťjakov          |                         |                   |                                                                   |
| 264 | Michail Fjodorovič Šiškov          |                         |                   |                                                                   |
| 265 | Pjotr Antonijevič Fjodorov         |                         |                   |                                                                   |
| 271 | Michail Nikolajevič Morosanov      |                         |                   |                                                                   |
| 272 | Fjodor Nikolajevič Turgeněv        |                         |                   |                                                                   |
| 277 | Vladimir Grigorjevič Gončarov      |                         |                   |                                                                   |
| 281 | Alexandr Alexejevič Sudarikov      |                         |                   |                                                                   |
| 282 | Abram Jelizarovič Šomrakov         |                         |                   |                                                                   |
| 283 | Ivan Vasiljevič Silajev            |                         |                   |                                                                   |
| 284 | Nikolaj Michajlovič Nikitin        |                         |                   |                                                                   |
| 292 | Vasilij Michajlovič Starostin      |                         |                   |                                                                   |
| 293 | Fjodor Leonťjevič Jurkovskij       |                         |                   |                                                                   |
| 294 | Jevgenij Pavlovič Zbrickij         |                         |                   |                                                                   |
| 295 | Pavel Fjodorovič Mazepin           |                         |                   |                                                                   |
| 300 | Abram Michajlovič Bogdanovič       |                         |                   |                                                                   |
| 302 | Ivan Georgijevič Svjatov           |                         |                   |                                                                   |
| 303 | Georgij Georgijevič Dzjuba         |                         |                   |                                                                   |
| 330 | Leonid Bronislavovič Tankovič      |                         |                   |                                                                   |
| 335 | Filipp Saveljevič Markov           |                         |                   |                                                                   |
| 336 | Vladimir Georgijevič Fadějev       |                         |                   |                                                                   |
| 354 | Grigorij Dmitrijevič Vasiljev      |                         |                   |                                                                   |
| 429 | Nikolaj Vasiljevič Čelnokov        |                         |                   |                                                                   |
| 430 | Lev Anatoljevič Vladimirskij       |                         |                   |                                                                   |
| 503 | Srečko Manola ?                    |                         |                   |                                                                   |

## Jednotky
Řádem Ušakova mohly být, kromě osob, vyznamenány také celé jednotky Rudé armády, podílející se na námořních akcích proti nepříteli.

### 1.třída
| №   | Název                                                         | Datum udělení     | Poznámky                                                        |
| --- | ------------------------------------------------------------- | ----------------- | --------------------------------------------------------------- |
| 20  | Pečenžská gardová brigáda torpédových člunů Severního loďstva | 3. listopadu 1944 | Udělen za aktivní účast na porážce nepřátelských sil v Arktidě. |
| 21  | Protiponorková brigáda Severního loďstva                      | 3. listopadu 1944 | Udělen za aktivní účast na porážce nepřátelských sil v Arktidě. |
| 22  | Pečenžská gardová ponorková brigáda Severního loďstva         | 3. listopadu 1944 | Udělen za aktivní účast na porážce nepřátelských sil v Arktidě. |
| 23  | 9. bitevní popšinská gardová letecká divize Baltského loďstva | 16. prosince 1944 |                                                                 |
| 29  | 2. konstantská ponorková brigáda Černomořského loďstva        | 8. července 1945  |                                                                 |
| 31  | 1. minolovná brigáda Černomořského loďstva                    | 8. července 1945  |                                                                 |
| 44  | Gardová dněperská flotila                                     | 11. června 1945   |                                                                 |
| 60  | Vojenská námořní vysoká škola M. V. Frunzeho                  | 29. ledna 1951    |                                                                 |
| 114 | Vojenská námořní akademie                                     | 22. února 1968    |                                                                 |